# Sue Thompson
Sue Thompson, artiestennaam van Eva Sue McKee (Nevada (Missouri), 19 juli 1925 - Pahrump (Nevada), 23 september 2021) was een Amerikaanse pop- en countryzangeres.

## Carrière
Reeds met zeven jaar zong ze onder haar eigen naam countrynummers op het podium en begeleidde zichzelf op de gitaar. Na de verhuizing naar San Jose trad ze als tiener op in een lokale tv-show. Tijdens de Tweede Wereldoorlog werkte ze in een wapenfabriek. Ze trouwde in 1943 op zeventienjarige leeftijd en kreeg in 1946 een dochter, maar het huwelijk hield niet stand. Na haar scheiding ging ze in Noord-Californië weer optreden in clubs. Ze won een talentenjacht en werd opgemerkt door de zanger, bandleider en presentator John Stephen McSwain (artiestennaam Dude Martin), die haar aanbood om in zijn band mee te werken. Ze trouwden en namen als duo enkele singles op. In 1950 lukte het Sue Thompson een zevenjarig solocontract af te sluiten bij het platenlabel Mercury.
Een jaar later leerde ze de countryzanger Hank Penny kennen, die met haar echtgenoot een gezamenlijke show opvoerde. Ze liet het huwelijk met Martin abrupt ontbinden en trouwde in 1953 met Penny. Beiden presenteerden in Los Angeles twee jaar lang een tv-show en verhuisden daarna naar Las Vegas, waar ze gingen optreden in casino's. Bij het platenlabel Decca brachten ze een aantal singles uit, zowel solo als samen, maar ze scoorden geen hits. Aan het eind van de jaren 1950 werkte ze samen met Red Foley aan de compositie van de musical Grand Ole Opry.
Dankzij haar markante stem had Sue Thompson meerdere hits in de jaren 1960, voordat ze zich in de jaren 1970 een volleerde countryzangeres mocht noemen. Na een driejarige periode zonder verplichtingen tekende ze in 1961 een contract bij het label Hickory. In 1960 had ze nog onder de naam Taffy Thomas een single uitgebracht bij het label Columbia. In 1962 kwam ze met de nummers Sad Movies (Make Me Cry) en Norman, beide geschreven door John D. Loudermilk, in de top-10 van de Billboard Hot 100. Tot medio jaren 1960 kon ze als 40-jarige een jong publiek aan zich binden dankzij haar extreem jeugdige stem. Na de scheiding van Hank Penny in 1963 trouwde ze nog een vierde keer.
Nadat ze aan het begin van 1965 met Paper Tiger haar laatste grote succes had, kreeg ze heimwee naar de countrymuziek, waarmee ze tot 1976 nog twaalf hits in de Billboard Country Charts zong. In 1972 nam ze met Don Gibson drie duet-albums op. Vanaf 1976 stagneerde de platenverkoop en ging ze weer zingen in de casino's van Las Vegas. Ze bleef daar nu definitief en trad tot in de jaren 1990 nog regelmatig op.

## Sue Thompson in Europa
Met de verandering van platenlabel naar Hickory Records werden haar platen ook in Europa verkocht. In Groot-Brittannië was het Hickory Records zelf, terwijl op het Europese continent de Nederlandse distributeur Funckler de verkoop voor hun rekening nam. In de Duitse hitlijsten kon zich slechts het nummer Norman in de top 50 plaatsen (juli 1962, 27e plaats). In Groot-Brittannië duurde het tot 1965 voordat het nummer Paper Tiger een week op de 30e plaats stond. In Duitsland zong ze op CBS een Duitstalige coverversie van Paper Tiger met de titel Blonder Tiger op een tekst van Ralph Siegel.

## Overlijden
Sue Thompson overleed op 23 september 2021 op 95-jarige leeftijd in het huis van haar dochter in Pahrump in Nevada.

## Discografie

### Singles A- en B-kant
- 1951: What You've Got / You're Gettin' A Good Girl
- 1952: Just Walking Out The Door / I'll Hate Myself In The Morning
- 1952: Junior's A Big Boy Now / Tadpole
- 1952: You Belong To Me / You're An Angel On Outside
- 1952: Red Hot Henrietta Brown / Last Night I Heard Somebody Cry
- 1953: If You Should Change / How Many Tears
- 1953: Take Care My Love / Things I Might Have Been
- 1953: You And Me / Say It With Your Heart
- 1953: I'm Not that Kind of Girl / I Long to Tell You
- 1954: Donna Wanna / Gee But I Hate to Go Home Alone
- 1954: Walking in The Snow / Come a Little Bit Closer (& Hank Penny)
- 1955: Your Mommie and Your Daddy / Day Dreamer
- 1957: Walking To Missouri / Red Hot Henrietta Brown
- 1960: Say Something Nice To Me / I Said No (als Taffy Thomas)
- 1961: Angel, Angel / Throwin' Kisses
- 1961: Sad Movies Make Me Cry / Nine Little Teardrops
- 1961: Norman / Never Love Again
- 1962: Two of A Kind / It Has to Be
- 1962: Have A Good Time / If the Boy Only Knew
- 1962: James (Hold The Ladder Steady) / My Hero
- 1962: Willie Can / Too Much in Love
- 1963: What's Wrong Bill? / I Need a Harbor
- 1963: Suzie / True Confessions
- 1963: I Like Your Kind of Love / Too Hot to Dance (& Bob Luman)
- 1963: Cause I Asked You To / It's Twelve-Thirty-Five

- 1964: Big Daddy / I'd Like to Know You Better
- 1964: Bad Boy / Toys
- 1964: Looking For A Good Boy / Big Hearted Me
- 1964: Paper Tiger / Mama, Don't Cry at My Wedding
- 1965: What I'm Needing Is You / Stop the Music
- 1965: It's Break Up Time / Afraid
- 1965: Sweet Hunk of Misery / Just Kiss Me
- 1965: Walkin' My Baby / I'm Looking (For a World)
- 1966: What Should I Do / After the Heartache
- 1966: I Can't Help It, I'm Still in Love with You / Put It Back
- 1966: Someone / From My Balcony
- 1966: Language of Love / Let Me Down Hard
- 1967: The Ferris Wheel / Don't Forget to Cry
- 1967: Straight To Helen / That's Just Too Much
- 1967: Dear Boy / Love Has come My Way
- 1968: How Do You Start Over / Why Not
- 1968: You Deserve Each Other / Doin' Nothin
- 1968: Don't Try To Change Me / The Real Me
- 1969: Tennessee Waltz / Who's Gonna Mow Your Grass?
- 1969: Are You Teasing Me / Thoughts (& Roy Acuff jr.)
- 1969: You Two Timed Me Once Too Often / A Pair of Broken Hearts
- 1970: Till I Can't Take It Anymore / Talk Back Trembling Lips
- 1970: The Lost Highway / Just Keep Hangin' On
- 1970: Why You Been Gone So Long / Don't Let the Stars Get in Your Eyes
- 1970: Guess Who's Coming To Dinner Tonight / Whole Lot of Walkin

- 1970: Take A Little Time / Because You Love Me
- 1971: What You See Is What You Got / Here's to Forever (& Don Gibson)
- 1971: The Two of us Together / Oh, Yes I Love You (& Don Gibson)
- 1971: Thanks To Rumors / Swiss Cottage Place
- 1972: What A Woman In Love Won't Do / Let Your Thoughts Be Sweet
- 1972: Love's Garden / Did You Ever Think? (& Don Gibson)
- 1972: Sweet Memories / Take Me As I Am
- 1972: I Think They Call It Love / Over There's the Door (& Don Gibson)
- 1972: Candy & Roses / A Full time Job
- 1972: Cause I Love You / My Tears Don't Show (& Don Gibson)
- 1973: The Two of us Togethe / Go With Me (& Don Gibson)
- 1973: Just Two Young People / How I Love Them Old Songs
- 1973: Warm Love / Fly the Friendly Skies of Jesus (& Don Gibson)
- 1973: Just Plain Country / Oh Johnny, Oh Johnny, Oh
- 1973: That's What I'll Do / Sweet Dreams (& Don Gibson)
- 1973: Just Plain Country / Oh Johnny Oh Johnny Oh
- 1974: Find Out /Stay Another Day
- 1974: Sweet Memories / Making Love To You Is Just like Eating Peanuts
- 1974: Good Old Fashioned Country Love / Ages And Ages Ago (& Don Gibson)
- 1974: And Love Me / Trains 	330
- 1975: Oh How Love Changes/ Sweet And Tender (& Don Gibson)
- 1975: Big Mable Murphy / Big Daddy
- 1976: Never Naughty Rosie / He Cheats On Me
- 1976: Get Ready Here I Come / Once More (& Don Gibson)

### NPO Radio 2 Top 2000
Van Sue Thompson stond alleen Norman in 1999 in de NPO Radio 2 Top 2000, op plek 1888.